# Kama (Fukuoka)
Kama (jap. 嘉麻市 Kama-shi) ist eine kreisfreie Stadt in der Präfektur Fukuoka, Japan.

## Geographie
Kama liegt südlich von Kitakyūshū und östlich von Fukuoka.

## Geschichte
Die Stadt Kama entstand am 27. März 2006 durch den Zusammenschluss der Stadt Yamada (山田市, -shi) mit den Gemeinden Usui (碓井町, -machi), Inatsuki (稲築町, -machi) und Kaho (嘉穂町, -machi) des Landkreises Kaho.

## Verkehr
- Straßen:
  - Nationalstraßen 211,322
- Eisenbahn:
  - JR Gotoji-Linie

## Söhne und Töchter der Stadt
- Shiranui Mitsuemon (Sumōringer)

## Angrenzende Städte und Gemeinden
- Iizuka
- Tagawa
- Asakura
- Keisen
- Kawasaki
- Soeda
- Chikuzen
- Tōhō